# Uta (Itàlia)
Uta (italià) o Uda (sard) és un municipi italià, situat a la regió de Sardenya i a la Ciutat metropolitana de Càller. L'any 2004 tenia 6.915 habitants. Es troba a la regió de Campidano di Cagliari. Limita amb els municipis d'Assemini, Capoterra, Decimomannu, Siliqua, Villaspeciosa.

## Administració
| Període | Identitat      | Partit        |
| ------- | -------------- | ------------- |
| 2006-   | Ignazio Soriga | Llista cívica |